# Tórmóður Sigurðsson
Tórmóður Sigurðsson eller Tormod Sigurdsson (død 1531) var fra 1524 til 1531 lagmand på Færøerne. Han var den sidste, der både var lagmand for Færøerne og Shetland.